# Shin Indo (manzana)
Shin Indo es una  variedad cultivar de manzano (Malus domestica). 
Un híbrido de manzana del cruce de 'Indo' x 'Golden Delicious'. Criado en 1930 en la Estación Experimental de Manzanas de Aomori Japón. Fue descrito y nombrado en 1948. Las frutas tienen una pulpa verde firme, seca y teñida de crema con un sabor dulce.

## Historia
'Shin Indo' es una variedad de manzana, híbrido del cruce de 'Indo' x 'Golden Delicious'. Desarrollado y criado a partir de Parental-Madre 'Indo' mediante una polinización por Parental-Padre la variedad 'Golden Delicious'. Criado en 1930 en la Estación Experimental de Manzanas de Aomori Japón. Fue descrito y nombrado en 1948.
'Shin Indo' está cultivada en diversos bancos de germoplasma de cultivos vivos tales como en National Fruit Collection (Colección Nacional de Fruta) de Reino Unido con el número de accesión: 1953-005 y Nombre Accesión : Shin Indo.

## Características
'Shin Indo' árbol de extensión erguida, de vigor moderadamente vigoroso, portador de espuela. Tiene un tiempo de floración que comienza a partir del 6 de mayo con el 10% de floración, para el 11 de mayo tiene una floración completa (80%), y para el 18 de mayo tiene un 90% caída de pétalos.
'Shin Indo' tiene una talla de fruto medio; forma truncado cónica con tendencia a cónica, con altura 57.00mm y anchura 57.00mm; con nervaduras fuertes; epidermis con color de fondo es verde blancuzco, con un sobre color marrón, importancia del sobre color medio-alto, y patrón del sobre color chapa / moteado, presentando un rubor rojo pardusco que cubre las dos cuartas partes de la superficie, las lenticelas blanquecinas son abundantes, aunque apenas visibles en el lado sombreado, "russeting" (pardeamiento áspero superficial que presentan algunas variedades) muy bajo; cáliz pequeño y ligeramente abierto, ubicado en una cuenca de profundidad media y estriada; pedúnculo largo y delgado, colocado en una cavidad en forma de embudo; carne de color crema con reflejos verdosos y firme, algo seca pero muy dulce.
Su tiempo de recogida de cosecha se inicia a finales de octubre. Se mantiene bien durante dos meses en cámara frigorífica.

## Usos
Una excelente manzana para comer en postre de mesa.

## Ploidismo
Diploide, auto estéril. Grupo de polinización: C, Día 11.